# Farhud
Il Farhud (in arabo الفرهود‎?) è stato il pogrom, o l'"espropriazione violenta", effettuato contro la popolazione ebraica di Baghdad, in Iraq, il 1°-2 giugno 1941, subito dopo la vittoria britannica nella guerra anglo-irachena. Le rivolte si verificarono nel vuoto di potere successivo al crollo del governo filo-nazista di Rashid Ali mentre la città attraversava uno stato di instabilità. La violenza arrivò subito dopo la rapida sconfitta di Rashid Ali da parte delle forze britanniche, il cui precedente colpo di stato aveva generato un breve periodo di euforia nazionale, e venne alimentata dalle accuse secondo cui gli ebrei iracheni avevano aiutato gli inglesi. Oltre 180 ebrei furono uccisi, 1.000 rimasero feriti, e fino a 300-400 rivoltosi non ebrei vennero uccisi nel tentativo di sedare la violenza. Ci furono saccheggi delle proprietà ebraiche e 900 case ebraiche vennero distrutte.
Il Farhud ebbe luogo durante la festività ebraica dello Shavuot. È stato indicato come un pogrom facente parte dell'Olocausto, sebbene tale confronto sia stato contestato. L'evento stimolò la migrazione degli ebrei iracheni fuori dal paese, sebbene sia contestato anche un collegamento diretto all'esodo ebraico dall'Iraq del 1951-1952, poiché molti ebrei che lasciarono l'Iraq subito dopo il Farhud tornarono nel paese e la permanente emigrazione accelerò in modo significativo non prima del 1950-1951. Secondo Hayyim Cohen, il Farhud "fu l'unico [evento del genere] noto agli ebrei dell'Iraq, almeno durante i loro ultimi cento anni di vita nella regione". Lo storico Edy Cohen scrive che fino al Farhud, gli ebrei avevano goduto di condizioni relativamente favorevoli e di convivenza con i musulmani in Iraq.

## Contesto

### Comunità ebraica dell'Iraq
Ci sono stati molti casi di violenza contro gli ebrei durante la loro lunga storia in Iraq, così come numerosi decreti emanati che hanno ordinato la distruzione delle sinagoghe in Iraq e alcune conversioni forzate all'Islam.

### Indipendenza dell'Iraq
Dopo la sconfitta dell'Impero ottomano nella prima guerra mondiale, la Società delle Nazioni concesse il mandato dell'Iraq alla Gran Bretagna. Dopo che il re Ghazi, che ereditò il trono di Faisal I, morì in un incidente d'auto nel 1939, la Gran Bretagna insediò 'Abd al-Ilah come reggente governativo dell'Iraq.
Nel 1941, i circa 150.000 ebrei iracheni svolgevano un ruolo attivo in molti aspetti della vita irachena, tra cui l'agricoltura, le banche, il commercio e la burocrazia del governo.

### L'Iraq nella seconda guerra mondiale
Il nazionalista iracheno Rashid Ali al-Gaylani fu nuovamente nominato Primo Ministro nel 1940 e tentò di allearsi con le potenze dell'Asse per rimuovere la rimanente influenza britannica nel paese.
Gran parte della popolazione aveva mantenuto significativi sentimenti anti-britannici dalla rivolta irachena del 1920, sebbene la popolazione ebraica fosse vista come filo-britannica durante la seconda guerra mondiale, elemento che contribuì alla separazione delle comunità musulmana ed ebraica.
Inoltre, tra il 1932 e il 1941, l'ambasciata tedesca in Iraq, guidata dal dottor Fritz Grobba, sostenne in modo significativo i movimenti antisemiti e fascisti. Intellettuali e ufficiali dell'esercito furono invitati in Germania come ospiti del partito nazista e sui giornali veniva pubblicato materiale antisemita. L'ambasciata tedesca acquistò il quotidiano Al-alam Al-arabi ("Il mondo arabo") che pubblicava, oltre alla propaganda antisemita, una traduzione del Mein Kampf in arabo. L'ambasciata tedesca sostenne anche l'istituzione di Al-Fatwa, un'organizzazione giovanile basata sul modello della Gioventù hitleriana.

## Eventi precedenti al Farhud

### Il colpo di stato della Golden Square

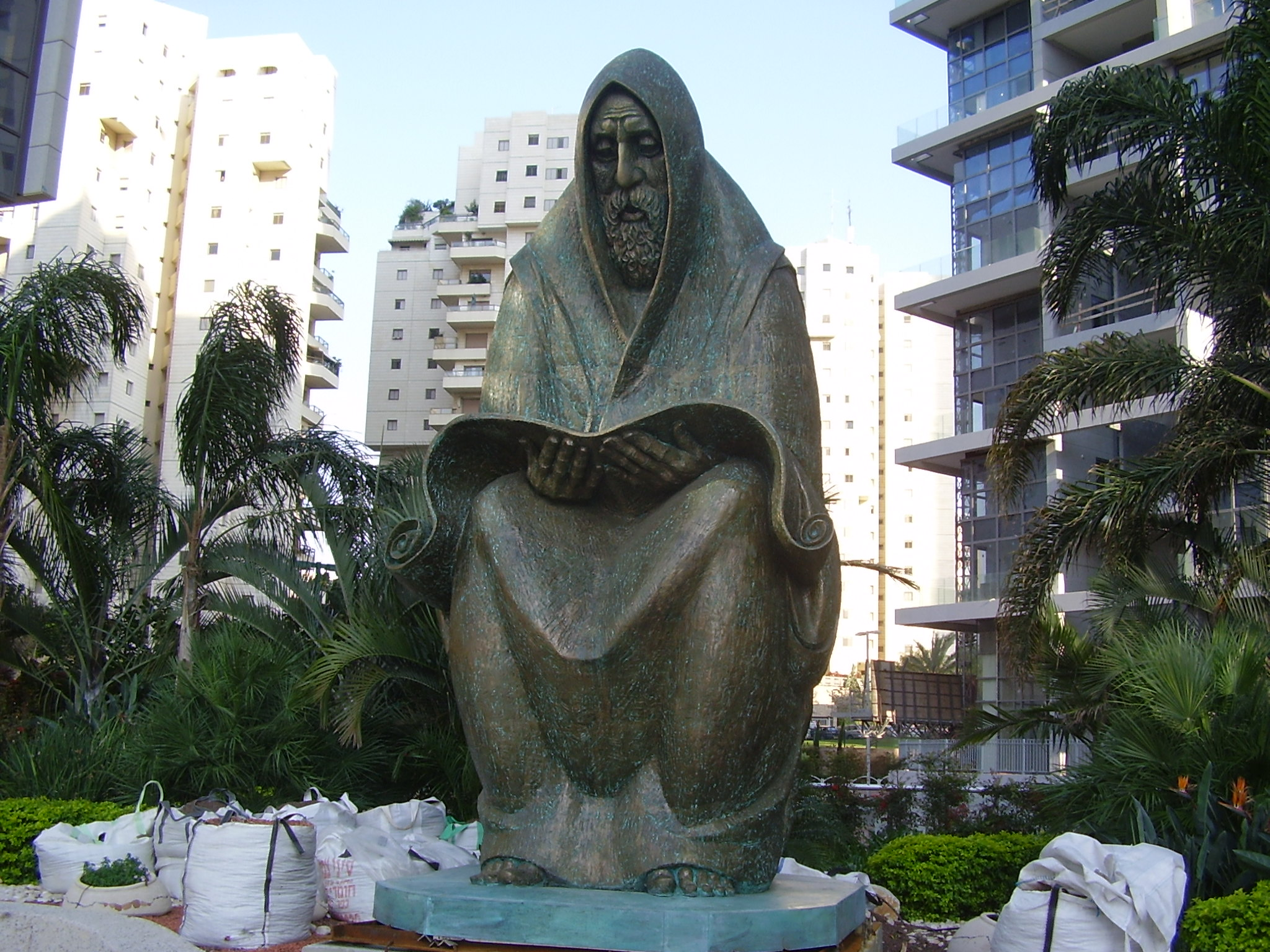
Monumento "Preghiera" a Ramat Gan in memoria degli ebrei uccisi in Iraq nel Pogrom "Farhud" (1941) e negli anni '60.

Nel 1941, un gruppo di ufficiali iracheni filo-nazisti, conosciuti come la "Golden Square" e guidati dal generale Rashid Ali, rovesciò il reggente Abd al-Ilah il 1º aprile dopo aver messo in scena un riuscito colpo di stato. Il colpo di stato ebbe un notevole sostegno popolare, in particolare a Baghdad. Lo storico Orit Bashkin scrive che "Tutti, a quanto pare, desideravano ardentemente la partenza degli inglesi dopo due lunghi decenni di interferenza negli affari iracheni".
Il nuovo governo iracheno fu quindi rapidamente coinvolto nello scontro con gli inglesi sui termini del trattato militare imposto all'Iraq al momento dell'indipendenza. Il trattato concedeva agli inglesi diritti illimitati di base per le truppe in Iraq e le truppe di transito attraverso l'Iraq. Gli inglesi fecero sbarcare un gran numero di soldati dall'India in Iraq per costringere il paese a mostrare le sue intenzioni. L'Iraq rifiutò di lasciarli sbarcare e gli scontri in seguito si verificarono sia vicino a Bassora, nel sud, sia a ovest di Baghdad, vicino al complesso della base britannica e all'aeroporto. I tedeschi inviarono un gruppo di 26 caccia pesanti per aiutare in un inutile attacco aereo alla base aerea britannica di Habbaniya che non portò a nulla.
Winston Churchill inviò un telegramma al presidente Franklin D. Roosevelt, avvertendolo che se il Medio Oriente fosse caduto in mano tedesca, la vittoria contro i nazisti sarebbe stata una "affermazione difficile, lunga e squallida" dato che Hitler avrebbe avuto accesso alle riserve di petrolio del luogo. Il telegramma trattava le questioni più ampie della guerra in Medio Oriente piuttosto che esclusivamente l'Iraq.
Il 25 maggio Hitler emanò il suo Ordine 30, intensificando le operazioni offensive tedesche: "Il Movimento per la Libertà Araba in Medio Oriente è il nostro alleato naturale contro l'Inghilterra. A questo proposito viene attribuita una particolare importanza alla liberazione dell'Iraq [...] Ho quindi deciso di andare avanti in Medio Oriente sostenendo l'Iraq".
Il 30 maggio, la forza organizzata dai britannici chiamata Kingcol guidata dal brigadiere JJ Kingstone raggiunse Baghdad, causando la fuga della "Golden Square" e dei loro sostenitori attraverso l'Iran verso la Germania. Il Kingcol includeva alcuni elementi della Legione Araba guidata dal maggiore John Bagot Glubb noto come Glubb Pascià.
Il 31 maggio, il reggente Abdul Illah si preparò a tornare a Baghdad per reclamare la sua leadership. Per evitare l'impressione di un controcolpo organizzato dai britannici, il reggente entrò a Baghdad senza una scorta britannica.
Michael Eppel, nel suo libro "The Palestinian Conflict in Modern Iraq" (Il conflitto palestinese nell'Iraq moderno) assume la responsabilità del Farhud all'influenza dell'ideologia tedesca sul popolo iracheno, così come del nazionalismo estremo, entrambi aggravati dal colpo di stato della Golden Square.
Naiem Giladi, un ebreo antisionista, accusò i britannici di "essere responsabili dell'organizzazione delle rivolte, o di esservi indirettamente dietro".

### Azioni antisemite precedenti al Farhud
Sami Michael, testimone del Farhud, ha testimoniato: "La propaganda antisemita veniva trasmessa regolarmente dalla radio locale e da Radio Berlin in arabo. Vari slogan antiebraici erano scritti sui muri sulla strada per la scuola, come "Hitler stava uccidendo i germi ebraici". I negozi di proprietà di musulmani avevano le scritte "musulmano" su di essi, e che quindi non sarebbero stati danneggiati in caso di rivolte antiebraiche".
Shalom Darwish, il segretario della comunità ebraica di Baghdad, ha testimoniato che diversi giorni prima del Farhud, le case degli ebrei erano state contrassegnate con una palma rossa ("Hamsa"), dai giovani di al-Futuwa.
Due giorni prima del Farhud, Yunis al-Sabawi, un ministro del governo che si autoproclamò governatore di Baghdad, convocò il rabbino Sasson Khaduri, il capo della comunità, e gli raccomandò che gli ebrei restassero nelle loro case per i prossimi tre giorni come misura protettiva. Ciò potrebbe essere dovuto all'intenzione di danneggiare gli ebrei nelle loro case, o potrebbe aver espresso il suo timore per la sicurezza della comunità alla luce dell'atmosfera prevalente a Baghdad.
Durante la caduta del governo Rashid Ali, circolarono false voci secondo cui gli ebrei usavano le radio per segnalare la Royal Air Force e diffondere propaganda britannica.

## Farhud (1-2 giugno 1941)
Secondo il governo iracheno e le fonti storiche britanniche, le violenze iniziarono quando una delegazione di ebrei iracheni arrivò al Palazzo dei Fiori (Qaṣr al-Ẓuhūr) per incontrare il reggente ʿAbd al-Ilāh, e furono attaccati lungo il percorso da una folla araba irachena mentre attraversavano il ponte al-Khurr. I disordini civili e la violenza degli arabi iracheni si diffusero poi rapidamente nei distretti di al-Rusāfa e Abū Sufyān, e peggiorarono il giorno successivo quando elementi della polizia irachena iniziarono a unirsi agli attacchi contro la popolazione ebraica, che videro incendiare i negozi di loro proprietà e una sinagoga distrutta.
Tuttavia, il prof. Zvi Yehuda ha suggerito che l'evento che ha scatenato la rivolta sia stata la predicazione antiebraica nella moschea Jami-Al-Gaylani e che la violenza sia stata invece premeditata rispetto alla tesi di uno scoppio spontaneo.

Mordechai Ben-Porat, che in seguito divenne il leader dei sionisti iracheni, descrisse la sua esperienza come segue:
Siamo stati per lo più tagliati fuori dal centro della comunità ebraica e i nostri vicini musulmani sono diventati nostri amici. È stato grazie a un vicino musulmano, infatti, che siamo sopravvissuti al Farhud. Non avevamo armi per difenderci ed eravamo completamente indifesi. Mettiamo i mobili contro le porte e le finestre per impedire ai rivoltosi di entrare. Poi, la moglie del colonnello ʿĀrif è corsa fuori di casa con una granata e una pistola e ha gridato ai rivoltosi: "Se non ve ne andate, farò esplodere questa granata proprio qui!" Apparentemente suo marito non era in casa e lei aveva ricevuto istruzioni da lui di difenderci o aveva deciso da sola di aiutarci. Si sono dispersi, e questo è quanto: ci ha salvato la vita.
Il decano del Midrash Bet Zilkha Yaakov Mutzafi si affrettò ad aprire i cancelli della yeshiva per dare rifugio alle vittime del Farhud che erano state sfollate dalle loro case e ottenne il denaro per il loro mantenimento dai filantropi della comunità.
L'ordine civile fu ripristinato dopo due giorni di violenze nel pomeriggio del 2 giugno, quando le truppe britanniche imposero il coprifuoco e spararono a vista ai trasgressori. Un'inchiesta condotta dal giornalista britannico Tony Rocca del Sunday Times attribuisce il ritardo a una decisione personale di Kinahan Cornwallis, l'ambasciatore britannico in Iraq, che non eseguì immediatamente gli ordini ricevuti dal Foreign Office in materia, e inizialmente negò le richieste dagli ufficiali militari e dai civili imperiali britannici sulla scena sul permesso di agire contro le folle arabe attaccanti. Gli inglesi ritardarono anche il loro ingresso a Baghdad di 48 ore, il che, secondo alcune testimonianze, era dovuto ad altri motivi che lasciavano consentire lo scontro tra musulmani ed ebrei nella città.

### Vittime
Il numero esatto delle vittime è incerto. Per quanto riguarda le vittime ebree, alcune fonti affermano che circa 180 ebrei iracheni furono uccisi e circa 240 rimasero feriti, 586 aziende di proprietà ebraica furono saccheggiate e 99 case ebraiche furono distrutte. Altri resoconti affermano che quasi 200 furono uccisi e oltre 2.000 rimasero feriti, mentre 900 case ebraiche e centinaia di negozi di proprietà di ebrei vennero distrutti e saccheggiati. Il Babylonian Jewry Heritage Centre, con sede in Israele, sostiene che oltre alle 180 vittime identificate, circa altre 600 non identificate furono sepolte in una fossa comune.  Zvi Zameret del ministero dell'Istruzione israeliano ha affermato che 180 furono uccisi e 700 rimasero feriti.  Bashkin scrive che "un elemento costante che appare nella maggior parte dei resoconti del Farhud è una narrazione relativa a un buon vicino [...] A giudicare dagli elenchi dei morti ebrei, sembra che gli ebrei nei quartieri misti avessero maggiori possibilità di sopravvivere alle rivolte rispetto a quelli nelle aree uniformemente ebraiche." Secondo i documenti scoperti dall'Archivio ebraico iracheno, oltre 1.000 ebrei furono assassinati o scomparvero.
Quando le forze fedeli al Reggente entrarono per ristabilire l'ordine, molti rivoltosi furono uccisi. Il Rapporto della Commissione irachena osservava che: "Dopo un po' di ritardo il Reggente [...] organizzò l'invio di truppe per prendere il controllo [...] Non c'erano più spari senza meta in aria; le loro mitragliatrici spazzarono via le strade dalla gente e misero rapidamente fine a saccheggi e rivolte.". L'ambasciatore britannico ha osservato che il secondo giorno fu più violento del primo e che "le truppe irachene uccisero tanti rivoltosi quanti furono i rivoltosi che uccisero gli ebrei". Il rapporto della Commissione irachena stimava in 130 il numero totale di ebrei e musulmani uccisi. Eliahu Eilat, un agente dell'Agenzia Ebraica ha stimato la cifra di 1.000 come il numero totale di ebrei e musulmani uccisi, con altri resoconti simili che stimano 300-400 rivoltosi uccisi dall'esercito del Reggente.

## Conseguenze

### Risposta monarchica irachena
Entro una settimana dalle rivolte, il 7 giugno, il ripristinato governo monarchico iracheno istituì una commissione d'inchiesta per indagare sugli eventi. Secondo Peter Wien, il regime "fece ogni sforzo per presentare i seguaci del movimento Rashid 'Ali come delegati del nazismo".
Il governo monarchico agì rapidamente per sopprimere i sostenitori di Rashid Ali. Di conseguenza, molti iracheni furono esiliati e centinaia furono incarcerati. Otto uomini, tra cui ufficiali e poliziotti dell'esercito iracheno,furono legalmente condannati a morte in conseguenza delle violenze del governo iracheno filo-britannico di nuova costituzione.

### Impatto a lungo termine
In alcuni resoconti il Farhud segnò il punto di svolta per gli ebrei iracheni. Altri storici, tuttavia, vedono il momento cruciale per la comunità ebraica irachena molto più tardi, tra il 1948 e il 1951, poiché le comunità ebraiche prosperarono insieme al resto del paese per la maggior parte degli anni '40, e molti ebrei che lasciarono l'Iraq dopo il Farhud tornarono nel paese poco dopo. L'emigrazione permanente non accelerò in modo significativo non prima del 1950-1951. Bashkin scrive: "Nel contesto della storia ebraico-irachena, inoltre, dovrebbe essere fatta una distinzione tra un'analisi del Farhud e la "Farhudizzazione" della storia ebraica irachena, vedendo il Farhud come tipico della storia del rapporto tra ebrei e una grande società irachena. La comunità ebraica ha lottato per l'integrazione in Iraq prima e dopo il Farhud. In effetti, l'attaccamento della comunità all'Iraq era così tenace che anche dopo un evento così orribile, la maggior parte degli ebrei ha continuato a credere che l'Iraq fosse la loro patria".
In entrambi i casi, il Farhud è generalmente inteso come l'inizio di un processo di politicizzazione degli ebrei iracheni negli anni '40, principalmente tra la popolazione più giovane, soprattutto a causa dell'impatto che ha avuto sulle speranze di integrazione a lungo termine nella società irachena. All'indomani del Farhud, molti si unirono al Partito Comunista Iracheno per proteggere gli ebrei di Baghdad, ma non volevano lasciare il paese e cercavano piuttosto di combattere per condizioni migliori nello stesso Iraq. Allo stesso tempo, il governo iracheno che era subentrato dopo il Farhud rassicurò la comunità ebraica irachena, e la vita normale tornò presto a Baghdad, che vide un netto miglioramento della sua situazione economica durante la seconda guerra mondiale.
Fu solo dopo che il governo iracheno iniziò un cambiamento di politica nei confronti degli ebrei iracheni nel 1948, riducendo i loro diritti civili e licenziando molti dipendenti statali ebrei. Il Farhud iniziò a essere considerato più di un semplice scoppio di violenza istigato da influenze straniere, ovvero la propaganda nazista.
Il 23 ottobre 1948, Shafiq Ades, un rispettato uomo d'affari ebreo, fu impiccato pubblicamente a Bassora con l'accusa di vendita di armi a Israele e al Partito comunista iracheno, nonostante fosse uno schietto antisionista. L'evento aumentò il senso di insicurezza tra gli ebrei. Il sentimento generale della comunità ebraica rivelava che se un uomo così ben connesso e potente come Shafiq Ades potesse essere eliminato dallo stato, gli altri ebrei non sarebbero più stati protetti, e il Farhud non era più visto come un episodio isolato. Durante questo periodo, la comunità ebraica irachena divenne sempre più timorosa.

### Commemorazioni
Un monumento, chiamato "Preghiera", situato a Ramat Gan, è in memoria per gli ebrei uccisi in Iraq durante il Farhud e negli anni '60.
Il 1º giugno 2015 è stata la prima Giornata Internazionale del Farhud delle Nazioni Unite.